# Mamaroneck (hrabstwo Westchester)
Mamaroneck – wieś w Stanach Zjednoczonych, w stanie Nowy Jork, w hrabstwie Westchester.